# Krummavísa

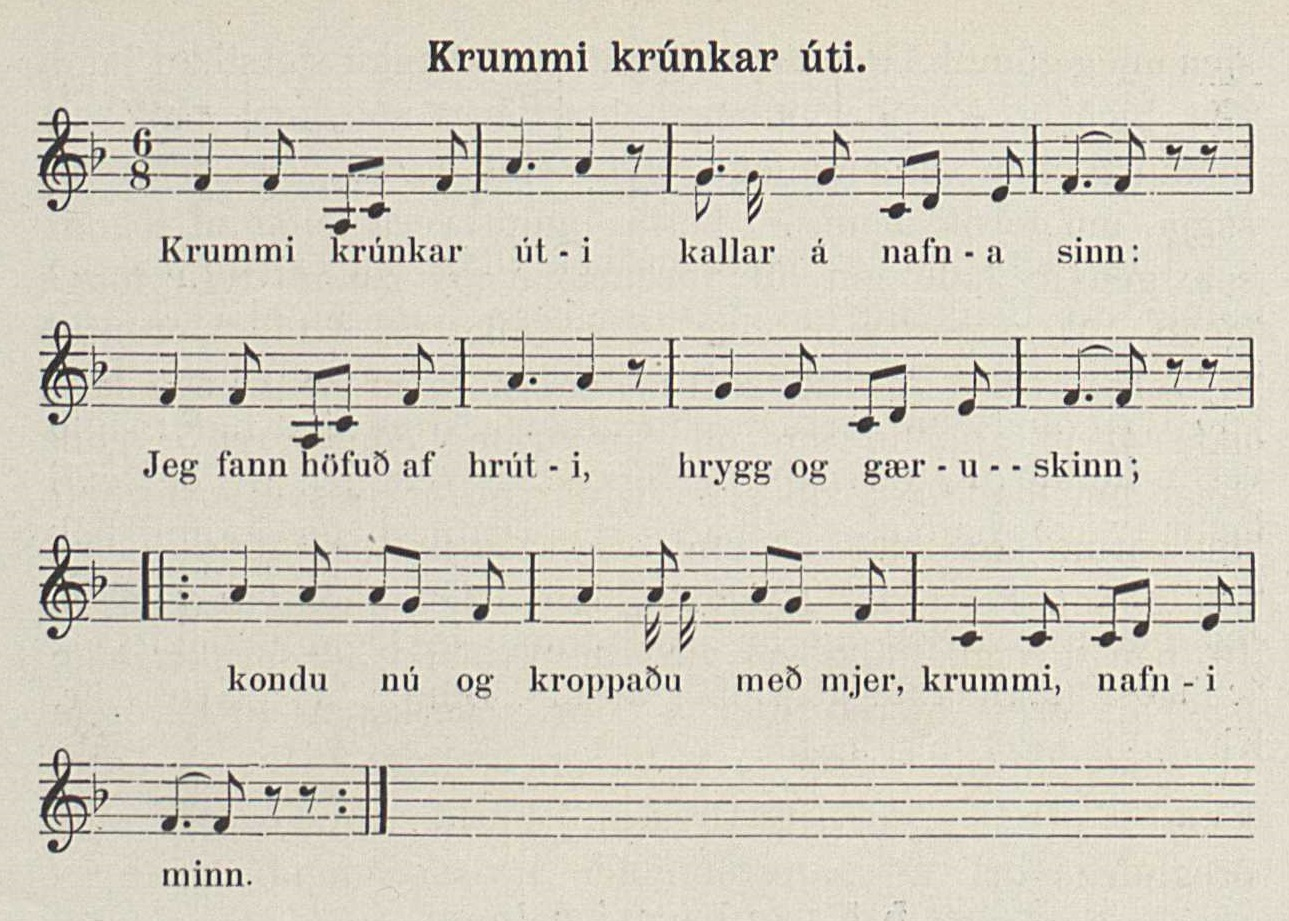
Krummavísa, Druckfassung 1906

Die Krummavísa (übersetzbar als „Rabenvers“, „Rabenstrophe“ oder „Rabenweise“), auch bekannt als Krummi krunkar úti (etwa „Der Rabe krächzte“), ist ein isländisches Volkslied. Die Krummavísa ist nicht zu verwechseln mit den thematisch ähnlichen, längeren Krummavísur („Rabenstrophen“, Plural).

## Hintergrund
Die Krummavísa, die nur aus einer einzigen Strophe besteht, wurde 1906 im Buch Íslenzk þjóðlög („Isländische Volkslieder“) von Bjarni Þorsteinsson veröffentlicht. Bjarni gab als Quelle Ólafur Davíðsson an, der das Lied seinerseits in seiner Jugend am Skagafjörður erlernt habe.
Der Titel des Liedes ist aus den isländischen Wörtern krummi und vísa zusammengesetzt. Krummi ist ein umgangssprachlicher Begriff für den Raben (hrafn). Vísa kann als „Vers“, „Strophe“ oder „Weise“ übersetzt werden.